# Lestes sternalis
Lestes sternalis – gatunek ważki z rodziny pałątkowatych (Lestidae). Występuje w północno-zachodniej Ameryce Południowej i jest endemitem Kolumbii. Miejsce typowe nie jest dokładnie znane; podaje się, że znajduje się ono w departamencie Cundinamarca. Gatunek jest słabo poznany i jego status taksonomiczny jest niekiedy podawany w wątpliwość.